# 36782 Okauchitakashige
Okauchitakashige (asteroide 36782) é um asteroide da cintura principal. Possui uma excentricidade de 0.18656280 e uma inclinação de 10.41989º.
Este asteroide foi descoberto no dia 20 de setembro de 2000 por BATTeRS em Bisei SG Center.